# 尖尾溪雀
，是雀形目灶鸟科的一种鸟类，属于单型的尖尾溪雀属（学名：Lochmias）。
尖尾溪雀体重约22克，翼长约68.6毫米，喙宽度约3.2毫米，喙厚度约4.2毫米，嘴峰长约23.9毫米，跗蹠长约24.6毫米，尾长约49.8毫米。
尖尾溪雀是留鸟，栖息在河流、溪流环境，它们是食肉动物，主要以昆虫、蜘蛛等陆生无脊椎动物为食。分布在巴拿马、哥伦比亚、委内瑞拉、秘鲁、玻利维亚、巴西、巴拉圭、乌拉圭和阿根廷等地。